# Jim Bilba
Jim Bilba, né le 17 avril 1968 à Pointe-à-Pitre, est un joueur français de basket-ball et ancien capitaine de l'équipe de France. Jim Bilba fait partie de l'équipe de France médaillée d'argent aux JO de Sydney en 2000.

## Biographie
Repéré par le Cholet Basket alors qu'il évolue dans son île natale avec le club pointois, l'ASC Ban-e-Lot, il rejoint le club des Mauges en 1986, dont il suit la formation. C'est avec lui qu'il fait ses premiers pas sur la scène européenne. Parmi ceux-ci, il participe en 1988-89 en coupe d'Europe des clubs. Lors de celle-ci l'équipe des Mauges se voit opposer au Real Madrid de Dražen Petrović, et Cholet réussit l'exploit de battre cette équipe à la Meilleraie sur le score de 95 à 85. Cette année-là, le Real remporta le titre européen porté par un Petrović auteur de 62 points en finale.
En 1992, il rejoint le CSP Limoges. Avec ce club, composé d'individualités telles que Michael Young, Richard Dacoury ou Jurij Zdovc, et sous la direction de l'entraîneur Božidar Maljković, qui privilégie un jeu basé sur une défense intensive et une attaque patiente, allant au bout de l'horloge des 30 secondes, il se construit un palmarès. Il remporte ainsi son premier titre de champion de France mais surtout participe à la campagne européenne victorieuse. Celle-ci passe notamment par une victoire lors du match décisif au palais des sports de Beaublanc sur le score de 60 à 58 face à l'Olympiakos. Cette victoire donnant accès au Final Four, Limoges se voit opposer le Real Madrid où évolue Arvydas Sabonis. Vainqueur 62 à 52, le CSP Limoges est alors confronté au Benetton Trévise mené par Tony Kukoc et Terry Teagle. Le groupe surmonte ce dernier obstacle, et remporte la Coupe des Clubs Champions.
Après un nouveau titre de champion de France en 1994 et une nouvelle participation au Final Four à Saragosse, il rejoint le club de ASVEL Villeurbanne pour la saison 1996-1997. Lors de cette première saison, il se qualifie à nouveau pour le Final Four. Mais cette qualification est obtenue dans la douleur. Ainsi, lors du match décisif remporté sur le parquet du turc de Efes Pilsen İstanbul 62-57, les joueurs français doivent rentrer précipitamment dans les vestiaires, fuyant les jets de tous les accessoires passant entre les mains des supporters turcs. Bilba, essayant de pousser une porte vitrée, passe au travers de celle-ci et se rompt les ligaments du pouce. C'est donc du banc qu'il voit la défaite de son équipe au Final Four contre le FC Barcelone.
Pour sa part, malgré le pronostic réservé des médecins, dont certains prédisaient même une fin de carrière, il revient après sept mois sur les parquets. La perte de sensibilité de sa main ne l'empêche pas, grâce à son travail, de retrouver un tir efficace.
Par la suite, durant ses années à Villeurbanne, il évolue au sein d'une équipe imposante qui atteint à quatre reprises la finale du championnat de France. Mais le titre se refuse toujours aux coéquipiers de Delaney Rudd et de l'entraîneur Gregor Beugnot.
Après une dernière finale en 2001, il rejoint le Championnat de Grèce pour évoluer avec le club de l'AEK Athènes. Il y remporte le titre de champion mais revient dans son ancien club formateur de Cholet dès l'année suivante, le basket-ball grec vivant alors une période de crise avec des salaires payés en retard.
Après une pige d'un mois avec le club espagnol de Tau Vitoria, il revient au Cholet Basket apporter son expérience. Il y a fini sa longue carrière en 2007.
Capitaine de l'équipe de France dès 1996, il remporte la médaille d'argent olympique à Sydney avec l'équipe de France (130 sélections).
Entraîneur adjoint à Cholet depuis la saison 2008-2009, il est nommé à ce même poste au CSP Limoges en septembre 2014 aux côtés de Jean-Marc Dupraz et Bertrand Parvaud.
Jim Bilba est non conservé par le Limoges CSP en 2017. Il décide de s'investir au sein de l'agglomération choletaise, en devenant l'ambassadeur des sports de haut niveau dans les Mauges.

## Style de jeu
Cet intérieur sous-dimensionné d'1,98 m a dû faire face toute sa carrière à des joueurs plus grands, plus lourds, plus puissants et souvent plus talentueux que lui. En équipe de France, il dut combler l'incapacité de la France à produire des joueurs intérieurs de grande taille et dut défendre contre les meilleurs centres du continent comme Arvydas Sabonis, Vlade Divac ou Panayótis Fasoúlas. Doté de formidables qualités athlétiques, il était un dunkeur spectaculaire et un contreur redouté, il avait de plus un sens du placement inné ce qui faisait de lui un défenseur efficace. Il était d'ailleurs considéré comme le meilleur défenseur à son poste en Europe. Ce n'était pas un attaquant naturel, il ne forçait pas ses tirs et cherchait l'efficacité, il s'est construit au fil du temps un shoot extérieur efficace.
Joueur collectif, il s'intégrait dans tous les systèmes de jeu et était souvent le relais de l'entraîneur sur le terrain.

## Clubs successifs
Joueur
- 1986-1992 :  Cholet Basket (N 1 A)
- 1992-1996 :  CSP Limoges (Pro A)
- 1996-2001 :  ASVEL Lyon-Villeurbanne (Pro A)
- 2001-2002 :  AEK Athènes (ESAKE)
- 2002-2002 :  Saski Baskonia (Liga ACB)
- 2002-2007 :  Cholet Basket (Pro A)

Entraîneur
- 2008-2014 :  Cholet Basket (Pro A) (adjoint)
- 2014-2017 :  Limoges CSP (Pro A) (adjoint)

## Palmarès

### En club
- au niveau européen
  - Vainqueur de l'Euroligue 1993 à Athènes avec le CSP Limoges
  - Final Four de l'Euroligue 1995 à Saragosse
  - Final Four de l'Euroligue 1997 à Rome
- au niveau national
  - Champion de Grèce (1) : 2002
  - Champion de France (2) : 1993, 1994 avec le CSP Limoges
  - Vainqueur de la Coupe de France (4) : 1994, 1995, 1996, 2001
  - Finaliste du Championnat de France (4) : 1997, 1999, 2000, 2001
  - Champion de France Espoirs (2) : 1988, 1989
  - Vainqueur du Trophée du Futur (1) : 1989

### EnÉquipe de France
- Jeux olympiques
  -  Médaille d'argent aux Jeux olympiques de 2000 à Sydney
  -  Médaille de bronze aux Jeux méditerranéens de 1993 à Agde

### Distinctions personnelles
- MVP Français du championnat de France (2) : 1998 et 2001 (Référendum Maxi-Basket)
- Meilleur défenseur du championnat de France (1) : 1997 (Référendum L'Équipe)
- MVP du All Star Game (2) : 1993 à Évreux et 2000 à Antibes
- Participations au All Star Game (12) : 1990, 1991, 1992, 1993, 1994, 1995, 1996, 1997, 1998, 1999, 2000, 2001
- Participation à l'Eurostar (All-Star Game européen) (1) : 1999 à Moscou (Équipe de l'Ouest)
- Joueur le plus adroit de Pro A en 1995 avec 66,8 % de réussite aux tirs
- Trophée Vladimir Fabrikant en 2006